# 鄧芝
鄧芝（178年—251年），字伯苗，義陽新野人，三國時期蜀漢重臣。

## 生平
東漢司徒鄧禹之後，東漢末年入蜀定居，未有人知名、禮待。當时益州從事張裕善於看相，鄧芝前往跟从他，張裕對鄧芝說：「君年過七十，位至大將軍，封侯。（你年過七十歲後，會位至大將軍、封侯。）」鄧芝知道巴西太守龐羲好結交士人，便前往依附他。後劉備入主益州，鄧芝擔任郫城府邸阁督。一日，劉備經過郫城，和鄧芝說話後，感到十分驚奇，擢升他為郫令，升迁為廣漢太守。任官期間清廉、嚴謹，有治绩，後升为尚书。

### 和合二國
223年，劉備於永安病逝。原先，孙权為修補夷陵之戰造成的裂縫，曾遣使请和，劉備亦派宋玮、费祎等到吳回應。但在劉備逝世後，丞相诸葛亮憂慮孫权知道這消息後有所變异，但又未知孫权的情況，正在煩惱。鄧芝面见诸葛亮說：「今主上幼弱，初在位，宜遣大使重申吴好。（現今主上（劉禪）年幼力弱，在位不久，適宜派遣使臣重修與東吴結好。）」諸葛亮答他說：「吾思之久矣，未得其人耳，今日始得之。（我想了很久，但未有人可用，現在我找到了。）」鄧芝问是谁人，諸葛亮說：「即使君也。（就是使君你了。）」便派鄧芝到孫权處修好，並令他在對話中請回被擄走的蜀臣張裔。
鄧芝到來，孫权果然感到疑惑，不立即接見鄧芝，鄧芝便自己上表求见孫权道：「臣今来亦欲为吴，非但为蜀也。（臣今次来亦是为吴，不是只為蜀的。）」孫权遂接见他，對鄧芝說：「孤诚原与蜀和亲，然恐蜀主幼弱，国小势偪，为魏所乘，不自保全，以此犹豫耳。（我原本诚心想與蜀和亲，但恐怕蜀主年幼力弱，国小而大势困頓，为曹魏乘虛進攻，不能保全自己，所以我感到十分猶疑了。）」鄧芝答他：「吴、蜀二国四州之地，大王命世之英主，诸葛亮亦一时之俊杰也。蜀有山险之阻，吴有三江之固，合此二长，共为脣齿，进可并兼天下，退可鼎足而立，此理之自然也。大王今若委质於魏，魏必上望大王之入朝，下求太子之内侍，若不从命，则奉辞伐叛，蜀必顺流见可而进，如此，江南之地非复大王之有也。（吴、蜀二国結合擁有四州的地方，大王（孫權）你是有名於世的英傑，诸葛亮亦是當代特出的人。蜀有重险可固守，吴有三江可阻隔，結合這兩個长處，一起成为脣齿，进攻可併力奪取天下，退可以鼎足而立，此是自然的常理。大王現在若想委身向魏，魏必定要大王你入朝朝拜，下求太子到京為內侍，若不遵从命令，则可有名目討伐叛亂，蜀必定见有利而顺流进發，如此，江南之地不再是大王所有了。）」孫权沉靜思索甚久說：「君言是也。（你所言甚是啊。）」便和魏斷绝關係，与蜀连和，派张温前往蜀國訪問。
後蜀再次派鄧芝到東吳，孫权對鄧芝說：「若天下太平，二主分治，不亦乐乎！（若到天下太平的時候，二個君主分別統治，不是很快樂嗎。）」鄧芝卻對他說：「夫天无二日，土无二王，如并魏之后，大王未深识天命者也，君各茂其德，臣各尽其忠，将提枹鼓，则战争方始耳。（天無二日，土無二王，如果攻併魏之後，大王（孫權）未能深深识識天命呢，君各建立其功德，臣亦各尽其忠誠，将提鼓槌和鼓，则战争便會開始了。）」孫权大笑說：「君之诚款，乃当尔邪！（你真實無妄的態度，真是直率了！）」孫权書信給諸葛亮說：「丁厷掞张，陰化不尽；和合二国，唯有邓芝。（丁厷言辭鋪張浮豔，陰化不能完尽；能和合二国，只有邓芝。）」陳壽稱當時鄧芝在東，馬忠在南，平（王平）在北境，各有名跡。

### 堅貞簡亮
228年春天，諸葛亮準備北伐，進駐汉中，任鄧芝为中监军、扬武将军，與趙雲作疑兵由箕谷擺出要由斜谷道北攻郿城的形勢。234年，諸葛亮病逝，邓芝升迁為前军师、前将军，领兖州刺史，封阳武亭侯，不久再被任為督領江州。孫权曾多次和鄧芝聯絡，贈賜豐厚。243年，迁为车骑将军，后再授假节。249年，涪陵民夷徐巨等杀死都尉造反，鄧芝率军前往征讨，將其領袖枭首，百姓安居。
而據《华阳国志》中記載，鄧芝在征涪陵時，见到缘山有許多黑猿，鄧芝又好弓弩，便親手射猿，一箭便中。猿拔出箭矢，捲樹皮、樹叶塞住创傷。鄧芝說：「嘻，吾违物之性，其将死矣！（唉，我违背物種的天性，我将死了！）」又有一說，鄧芝见到一隻猿抱著子猿在树上，用弩射他，射中母猿，子猿為母猿拔箭，捲樹皮、樹叶塞住创傷。鄧芝感到叹息，將弩投入水中，自知死期將近。251年逝世，葬於益州德陽縣，今有一墓位於四川廣漢市向陽鎮。

## 特徵
鄧芝性格正直、简單，不會修饰情緒，所以沒有士人和他結交；而且對當時的人無甚敬重，只曾器重姜维。《三國志‧宗預傳》更明言鄧芝為人驕傲，費褘等人皆避免與他衝突，唯獨宗預不讓他；宗預於延熙十年（247年）任屯騎校尉時，鄧芝責難宗預已經六十歲還受兵，宗預則說：「卿七十不還兵，我六十何為不受邪？（你七十歲還領兵，我才六十歲，怎麼不可以接受兵權？）」
其为将军二十多年，赏罚明断，體恤士卒。身上的衣食從官府资取，不治私有財产，妻子甚至有饥寒的日子，死時家中也沒有多馀财物。

## 家庭

### 母
- 鄭天生，鄧芝之母，《真誥》卷十八<握真輔第二>及《钦定古今图书集成》<博物汇编·神异典>第二百二十一卷有記載其人。

### 子
- 鄧良，鄧芝之子。承袭爵位，景耀年中为尚书左选郎，晋朝時擔任广汉太守。

## 評價
《三國志》評曰：「邓芝坚贞简亮，临官忘家，张翼亢姜维之锐，宗预御孙权之严，咸有可称。杨戏商略，意在不群，然智度有短，殆罹世难云。」、「鄧芝在東，馬忠在南，平在北境，咸著名跡。」
孫權：「君之诚款，乃当尔邪！」
孫权書信給諸葛亮說：「丁厷掞张，阴化不尽；和合二国，唯有邓芝。」

## 民間藝術

### 三國演義
小說《三國演義》將鄧芝說孫權描寫得較激烈，如孫權準備油烹威嚇鄧芝，鄧芝想衝進油烹嚇孫權等，都是小說創作情節。

## 影視作品
- 《三國演義》由姬崇恭、李志毅飾演。
- 《三國之見龍卸甲》由安志傑飾演。

## 延伸阅读
[在维基数据编辑]
 《三國志·卷45》，出自陳壽《三國志》
 在维基共享资源阅览影像
| 官衔                         | 官衔                       | 官衔                             |
| ---------------------------- | -------------------------- | -------------------------------- |
| 前任： 李福                  | 蜀汉江州都督 235年？-251年 | 繼任： 末任 其后防守重心转向永安 |
| 前任： 不明 上一位可考者吴懿 | 蜀汉车骑将军 243年—251年   | 繼任： 不明 下一位可考者夏侯霸   |